# Las cosas que decimos, las cosas que hacemos
Las cosas que decimos, las cosas que hacemos (en francés: Les Choses qu'on dit, les chooses qu'on fait) es una película dramática francesa de 2020 escrita y dirigida por Emmanuel Mouret. La película está protagonizada por Camélia Jordana , Niels Schneider, Vincent Macaigne, Julia Piaton y con la participación de Émilie Dequenne. 
En edición de los Premios César de 2021, obtuvo la mayor cantidad de nominaciones de cualquier película elegible.

## Sinopsis
Daphné, embarazada y de vacaciones en el campo, acoge como huésped a Maxime, primo de su pareja que ha tenido que volver a París. Durante cuatro días, esperando el regreso de François, Daphné y Maxime se van conociendo y desarrollando cierta amistad, contándose sus respectivas experiencias sentimentales.

## Reparto
- Camélia Jordana como Daphné
- Niels Schneider como Maxime
- Vincent Macaigne como François
- Émilie Dequenne como Louise
- Jenna Thiam como Sandra
- Guillaume Gouix como Gaspard
- Julia Piaton como Victoire
- Louis-Do de Lencquesaing como el director

## Estreno
La película se estrenó el 16 de septiembre de 2020 en Francia.

## Premios
* Fuente: Página de la película en IMDb. 
| Año  | Premio o festival                        | Categoría                         | Nominado                                           | Resultado |
| ---- | ---------------------------------------- | --------------------------------- | -------------------------------------------------- | --------- |
| 2020 | Festival Internacional de Cine de Gijón  | Mejor película                    | Emmanuel Mouret                                    | Nominado  |
| 2021 | Premios César                            | Mejor película                    | Emmanuel Mouret                                    | Nominado  |
| 2021 | Premios César                            | Mejor dirección                   | Emmanuel Mouret                                    | Nominado  |
| 2021 | Premios César                            | Mejor actor                       | Niels Schneider                                    | Nominado  |
| 2021 | Premios César                            | Mejor actriz                      | Camélia Jordana                                    | Nominada  |
| 2021 | Premios César                            | Mejor actor secundario            | Vincent Macaigne                                   | Nominado  |
| 2021 | Premios César                            | Mejor actriz secundaria           | Émilie Dequenne                                    | Ganadora  |
| 2021 | Premios César                            | Mejor revelación femenina         | Julia Piaton                                       | Nominada  |
| 2021 | Premios César                            | Mejor guion original o adaptación | Emmanuel Mouret                                    | Nominado  |
| 2021 | Premios César                            | Mejor decorado                    | David Faivre                                       | Nominado  |
| 2021 | Premios César                            | Mejor vestuario                   | Hélène Davoudian                                   | Nominada  |
| 2021 | Premios César                            | Mejor sonido                      | Maxime Gavaudan, François Mereu y Jean-Paul Hurier | Nominados |
| 2021 | Premios César                            | Mejor fotografía                  | Laurent Desmet                                     | Nominado  |
| 2021 | Premios César                            | Mejor montaje                     | Martial Salomon                                    | Nominado  |
| 2021 | Sindicato de Críticos de Cine de Francia | Mejor película francesa           | Emmanuel Mouret                                    | Ganador   |
| 2021 | Premios Lumières                         | Mejor película                    | Emmanuel Mouret                                    | Ganador   |
| 2021 | Premios Lumières                         | Mejor dirección                   | Emmanuel Mouret                                    | Nominado  |
| 2021 | Premios Lumières                         | Mejor actriz                      | Camélia Jordana                                    | Nominada  |
| 2021 | Premios Lumières                         | Mejor guion                       | Emmanuel Mouret                                    | Nominado  |
| 2021 | Premios Lumières                         | Mejor fotografía                  | Laurent Desmet                                     | Nominado  |
| 2022 | Premios Magritte                         | Mejor actriz secundaria           | Émilie Dequenne                                    | Nominada  |